# Ральф Джонсон
Ральф Джонсон (англ. Ralph Johnson; * 7 жовтня 1955) — науковий співробітник, професор кафедри комп'ютерних наук в Університеті штату Іллінойс в Урбана-Шампейн, один з чотирьох авторів класичної книги «Design Patterns» про шаблони проектування програмного забезпечення. Колектив авторів також відомий як «Банда чотирьох» (англ. Gang of Four; GoF).
Є одним з піонерів співтовариства Smalltalk. Займав ряд керівних посад в Association for Computing Machinery та конференції OOPSLA.